# Lecteur de plaques
 (signalé en mai 2025).
Si vous disposez d'ouvrages ou d'articles de référence ou si vous connaissez des sites web de qualité traitant du thème abordé ici, merci de compléter l'article en donnant les références utiles à sa vérifiabilité et en les liant à la section « Notes et références ».
- Archive Wikiwix
- Bing
- Cairn
- DuckDuckGo
- E. Universalis
- Gallica
- Google
- G. Books
- G. News
- G. Scholar
- Persée
- Qwant
- (zh) Baidu
- (ru) Yandex
- (wd) trouver des œuvres sur Wikidata

Pour les articles homonymes, voir lecteur.

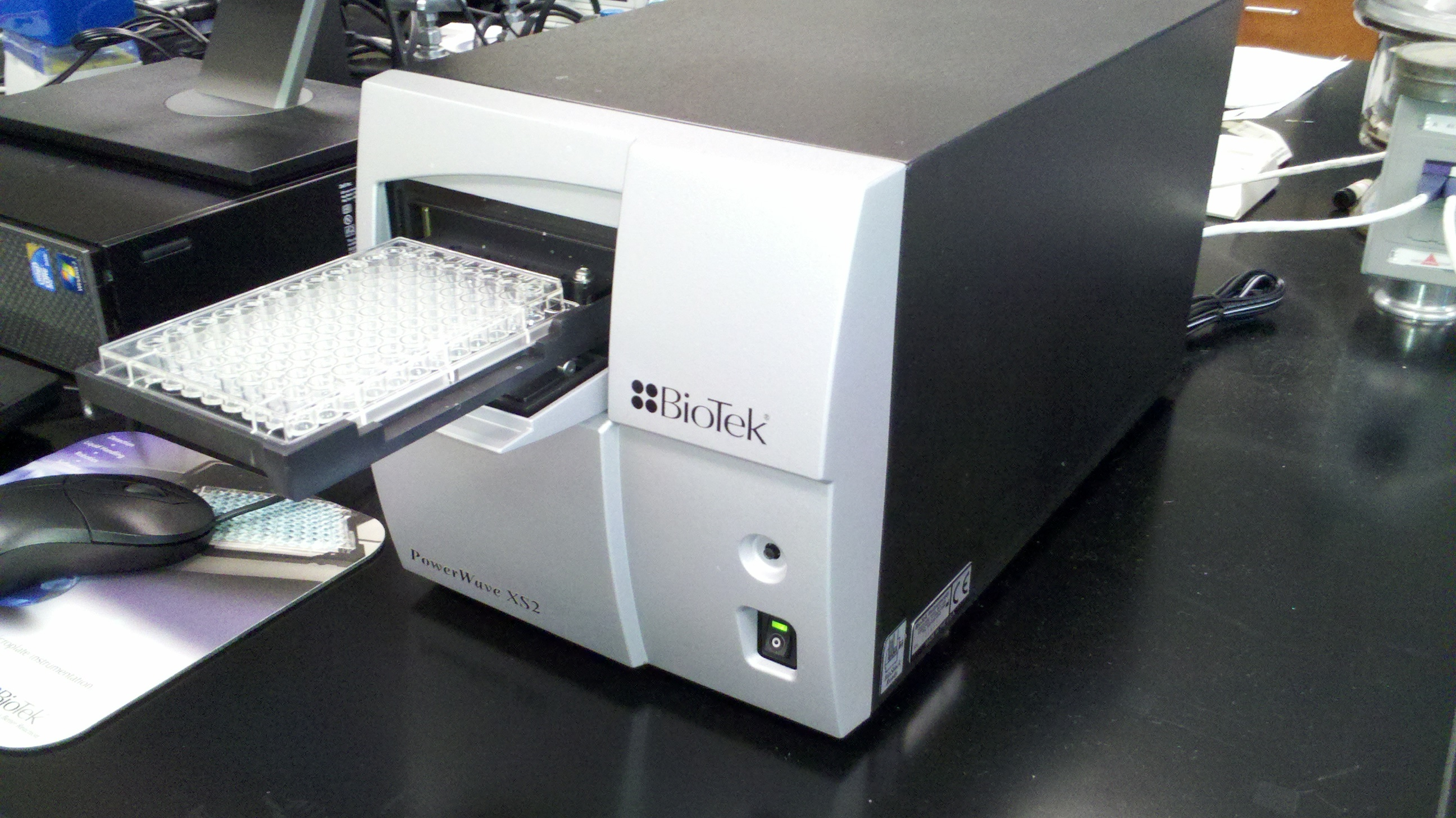
Lecteur de plaques BioTek.

Un lecteur de plaques est un appareil servant à automatiser la lecture des plaques microtitre en biologie moléculaire.
On se sert notamment d'un lecteur de plaques pour la quantification dans le cadre du test ELISA.
Un cytofluoromètre est une sorte de lecteur de plaques capable de lire des spectres d'émission de fluorescence.